# La madrastra (telenovela, 2005)
Pour les articles homonymes, voir La madrastra.
Cet article concerne la série télévisée chilienne. Pour la série télévisée mexicaine, voir La madrastra (série télévisée, 1981) et La Madrastra (série télévisée, 2005).
La Madrastra (La Belle-mère) est une telenovela mexicaine en 120 épisodes de 45 minutes créée par Arturo Moya Grau et diffusée entre le 7 février 2005 et le 15 juillet 2005 sur Canal de las Estrellas.
Cette telenovela est longtemps restée inédite dans les pays francophones.
Dans les pays d'Afrique francophone, elle a été diffusée entre le 18 décembre 2015 et le 2 juin 2016 sur Novelas TV.
Elle est aussi diffusée en France depuis le 22 janvier 2019 sur IDF1.

## Synopsis
Il s'agit d'un nommée Don Esteban San Roman, femme de Maria Acuña , qui a été accusée à tort du meurtre de Patricia et condamnée à 20 ans de prison. Dès sa sortie, sa seule préoccupation est de retrouver ses deux enfants et l'assassin de Patricia. Mais elle ignore encore ce qui l'attend car ses enfants pensent que leur mère est morte et ils n'arrivent pas à accepter le fait que leur père veut se remarier avec une autre femme qu'elle. Elle va subir toutes les maltraitances de ses enfants avec l'appui de Dona Alba San Román, la tante de Don Esteban San Román qui n'accepte pas son retour.

## Distribution
- César Évora : Don Esteban San Roman
- Victoria Ruffo : Maria Fernandez Acuña de San Roman
- Eduardo Capetillo : Leonel Ibáñez
- Cecilia Gabriela : Daniela Márquez
- Mauricio Aspe : Héctor San Roman Fernandez
- Ana Layevska : Estrella San Roman Fernandez
- Jacqueline Andere :  Alba San Roman
- Martha Julia : Ana Rosa Márquez
- René Casados : Bruno Mendizábal
- Sabine Moussier : Fabiola Morán de Mendizábal
- Margarita Isabel :  Carmela San Roman
- Guillermo García Cantú : Don Demetrio Rivero
- Miguel Ángel Biaggio : Ángel San Román/Angel Rivero San Roman
- Sergio Mayer :  Carlos Sánchez
- Lorenzo de Rodas :  Don Servando Maldonado
- Patricia Reyes Spíndola : Venturina García "la Muda"
- Joaquín Cordero : Padre  Belisario
- Michelle Vieth : Vivian Sousa
- Ximena Herrera : Alma Martínez
- Stéphanie Gérard : Maggie
- Ana Martín : Socorro de Montes
- Arturo García Tenorio : Leonardo Montes
- Mariana Ríos : Guadalupe Montes "Lupita"
- José Luis Reséndez : Greco Montes
- Carlos Bonavides : Don Rufino Sánchez
- Liza Willert : Rebeca Robles
- Raúl Sebastián : "El Greñas"
- Joustein Roustand : "El Huesos"
- Santiago Hernández : "El Pulgarcito"
- Andrés Márquez : "El Panzas"
- Mario Casillas : Dr. René Rodriguez
- Archie Lanfranco : Licenciado  Luciano Cerezuela
- Sergio Catalán : Flavio Marinelli
- Irma Serrano : La Duchesse de Walterrama et San Calixto
- Miguel Ángel Fuentes : "Fausto"
- Marcelo Buquet : Gerardo Salgado
- Rocío Cárdenas : Angélica Espino
- Daniela Serrano : Ingrid Rivero
- Martha Julia : "Sofía Marquéz"
- Vicky Palacios : Vicky
- Evelyn Nieto : Flor
- Carlos de la Mota : Botones Villar
- Germán Gutierrez : Dr. Huerta
- Pilar Pellicer : Sonia
- Alejandro Ruiz : Dr. Alejandro Ruiz
- Óscar Morelli : Directeur de la prison
- Mariana Karr : Carcelera
- Montserrat Oliver : Patricia Soler de Ibáñez
- Alfredo Adame : Présentateur
- Laura Pausini : Elle-même
- María Luisa Alcalá : Fanny

## Versions
- La Madrastra (1981), produit par UCTV; avec Jael Unger et Walter Kliche.
- Vivir un poco (es) (1985)
- Para toda la vida (es) (1996)
- Forever (es) (1996)

- La madrastra (2022)